# みんがらばー!はしれはまかぜ
みんがらばー!はしれはまかぜは、村中李衣による著書。

## 概要
2016年1月に新日本出版社から出版。
日本の大阪と鳥取の間を走る特急はまかぜのディーゼルターボエンジンで走っていた車両が必要なくなって解体されそうになったものの、その車両が下関の港からミャンマーに運ばれて、そこで活躍するという話。
みんがらばーとはミャンマー語でこんにちはを意味する。この話では2010年までの日本で走っていた国鉄キハ181系気動車は、現在のミャンマーのヤンゴンと南東部の観光地を結ぶ特急列車の車両として活躍していることを描いている。
作者は、日本で毎日日本海の潮風を受けて走っていた特急はまかぜの車両が、瀬戸内海の海を眺めトレーラートラックに載せられ、船で異国の地に向かったことを思えば胸が高鳴り、当時に特急はまかぜに関わったいろいろな人を訪ね、資料を集めながら絵本に仕上げた。
この書籍は、2019年の第63回西日本読書感想画コンクールの指定図書に選ばれている。